# Jean Lanher
Jean Lanher, né le 31 octobre 1924 à Montmédy, et mort le 4 janvier 2018 à Vandœuvre-les-Nancy,, est un linguiste français, spécialiste de dialectologie, professeur émérite de l'université Nancy-II.
Il est membre de l'Académie de Stanislas.
Jean Lanher est également président de l'Association des amis d'Avioth (restauration de la basilique) et de l'orgue de la citadelle de Montmédy (construction d'un orgue neuf).

## Biographie
Jean Lanher est né en 1924 à Fresnois, un petit village jouxtant Montmédy.
Professeur des universités à Nancy II, il a enseigné la langue et la littérature françaises du Moyen Âge et de la Renaissance.
Il est l'auteur de nombreuses études et publications sur les dialectes du lorrain roman. Il est reconnu pour sa contribution à la connaissance et à la sauvegarde des variétés locales du lorrain.
Plusieurs thèses universitaires sur le lorrain ont été rédigées sous sa direction. Il est chargé de la publication des Atlas linguistiques et ethnographiques de la Lorraine romane, publiés entre 1979 et 1988.
Après sa retraite, Jean Lanher s'est beaucoup investi en Lorraine gaumaise à travers diverses associations.

## Œuvres (sélection)
- 1975 Chartes en langue française antérieures à 1271 conservées dans le département des Vosges, CNRS, Paris, 1975, 251 p.  (ISBN 2222017440)
- 1979 Atlas linguistique et ethnographique de la Lorraine romane (en collaboration avec Alain Litaize et Jean Richard), CNRS, Paris, 1979-1988, 4 vol. (1. Nature. Animaux ; 2. Habitat-Travaux ; 3. L'homme ; 4. Morphologie-Divers)
- 1983 Les Contes de Fraimbois (cartes postales en patois lorrain réunies et présentées par Jean Lanher, avec une préface de l'abbé Jacques Choux), Presses universitaires de Nancy, Nancy ; Éditions Serpenoise, Metz, 1983  (ISBN 2-86480-155-8)
- 1985 Au fil des mois : dictons de Lorraine (en collaboration avec Alain Litaize), Presses Universitaires de Nancy, Nancy, 1985, 143 p.  (ISBN 2864802139)
- 1989 Au fil du temps : dictons de Lorraine (en collaboration avec Alain Litaize), Presses universitaires de Nancy, Nancy, 1989, 137 p.  (ISBN 2864802937)
- 1990 Dictionnaire du français régional de Lorraine (en collaboration avec Alain Litaize), Bonneton, 1990, 159 p.  (ISBN 2862530859 et 9782862530857)
- 2001 Le Pays De Montmedy Au Fil Des Jours... Aout 1914 - Novembre 1918, Editions Serpenoise, 2001, 125 p. (ISBN 2876924889)
- 2007 Dom Loupvent : récit d'un voyageur lorrain en Terre Sainte au XVIe siècle (en collaboration avec Philippe Martin), Éditions Place Stanislas, Nancy ; Conseil général de la Meuse, Bar-le-Duc, 2007, 192 p.  (ISBN 9782355780073)

## Distinctions
- Chevalier de la Légion d'honneur